# ديفيد بي فلوريس
ديفيد بي فلوريس (بالإنجليزية: David P. Flores) هو فنان أمريكي، ولد في 22 فبراير 1972 في تولاري في الولايات المتحدة.